# Welch ein Land ! – Was für Männer:
Welch ein Land ! – Was für Männer: ist das zweite Studioalbum der deutschen Rockband Extrabreit von 1981.

## Hintergrund
Der erste Song, den die Band für das nächste Album schrieb, war Glück & Geld, dessen von Stefan Kleinkrieg entwickeltes Riff durch einen Werbespot für eine Zigarettenmarke inspiriert wurde.
Das Lied Polizisten entstand anschließend. Kai Havaii hatte den Text bereits fertig, die Musik entstand später in ehemaligen Oeger-Lux-Kino, das von den neuen Besitzern als Punk-Bar mit einem kleinen Konzertsaal unter dem Namen Rockpalast Hohenlimburg betrieben wurde. Extrabreit durften den Saal im Anschluss an einen Auftritt dort für einige Zeit als Proberaum nutzen. Als an diesem Abend Manager Jörg A. Hoppe in den Rockpalast kam, spielte ihm die Gruppe das fertige Stück vor, und Hoppe wurde später mit den Worten zitiert: „Das ist es Jungs, das ist es“.

Havaii erzählte zur Entstehung: 

„Als mir der Text einfiel, hatte es gerade wieder Straßenschlachten in Berlin gegeben. Es gab damals so einen Spruch ‚Haut die Bullen platt wie Stullen!‘. In diese Richtung wollte ich mit dem Lied definitiv nicht, es ging mir darum, die psychologische Spannung deutlich zu machen, was es bedeutet, wenn ein Mensch Staatsautorität verkörpern soll und darum, daß es damals eine ständig wachsende und oft einschüchternde Polizeipräsenz gab.“

Die Berichterstattung über das Attentat auf den damaligen US-Präsidenten Ronald Reagan am 30. März 1981 brachte Havaii auf die Idee zum Text für das Lied Der Präsident ist tot. Havaii sagte dazu: 

„Diese Bilder hatten etwas ungeheuer Suggestives, die Nähe der Kamera zum Geschehen, das Verwackeln – ein immer wieder zurückgespulter Moment, in dem die Welt den Atem anhielt. Dabei sah das gar nicht mal so brutal aus wie die Bilder vom Kennedy-Mord, aber es wirkte viel realer.“

Er schrieb den Text noch in derselben Nacht, benannte jedoch keinen Ort für das Ereignis, fügte einige fiktive Details zur Handlung hinzu, ließ den Präsidenten in seinem Text auch sterben, sodass dadurch nach seiner Auffassung „das Attentat zum "Attentat schlechthin" und der "Präsident" zur allgemeingültigen Metapher des (westlichen) politischen Führers werden“ konnte.
Im Mai 1981 reiste die Band nach Hiltpoltstein, um im Tonstudio von Jonas Porst ihr zweites Album aufzunehmen, das unter der Regie des Produzenten Manfred Neuner entstehen sollte. Die Band hatte sich sorgfältig auf die Aufnahmen vorbereitet; einige Lieder waren bereits live erprobt worden, dennoch ergaben sich noch Veränderungen. So wurden für das Lied Allegro für Annemarie ein Streichquartett hinzugezogen. Zudem sang eine aus Hagen stammende Gruppe von Jugendlichen, die sich  Buscheypfeifen nannten, den Chor zu dem Lied. Deren Gesangsaufnahmen wurden für das Lied vervielfacht. Die beispielsweise für das Intro von Der Präsident ist tot verwendeten Synthesizer spielte Thomas Hermann.
Die Band nahm auch eine Coverversion auf. Das Lied Salome, schönste Blume des Morgenlands von Robert Stolz und Arthur Rebner war ursprünglich 1920 als Foxtrott entstanden und wurde von Extrabreit als Salomé neu aufgenommen.
Auf Anregung ihres Managers wurde als Autor der meisten Lieder für die Veröffentlichung ein Bandmitglied genannt, das nicht verlagsrechtlich an Hartwig Masuch gebunden war. Bei ihm hatte die Band 1979 einen Verlagsvertrag unterschrieben, anschließend hatte er den Plattenvertrag für die Gruppe organisiert. Alle Texte (die fast ausnahmslos von Havaii stammten) und die Musik (überwiegend von Kleinkrieg geschrieben), wurden unter dem Namen Jäger-Ramig bei der Verwertungsgesellschaft registriert. Auf diese Weise wurden Masuchs Verlagsrechte auf das erste Album beschränkt, für das er zusätzlich eine Lizenzbeteiligung als Produzent einstrich. Eine interne Absprache der Band besagte, dass Plattenlizenzen und Autoreinnahmen aus dem zweiten Album geteilt werden würden.
Havaii und Manager Hoppe hatten die Idee zur Covergestaltung, bei dem ein stereoskopisches dreidimensionales Foto benutzt werden sollte. Die technische Beratung dazu kam von Rainer Dieter Jänsch, einem Professor der Technischen Universität Berlin. Es wurde im Juli 1981 von Karl-Ludwig Lange in Berlin aufgenommen. Als die Schallplatte erschien, lag der Erstauflage jeweils eine Anaglyphenbrille bei.

## Titelliste
| Nr. | Titel                                    | Autor(en)                        | Länge |
| --- | ---------------------------------------- | -------------------------------- | ----- |
| 1.  | 3-D                                      | Jäger-Ramig                      | 2:14  |
| 2.  | Hol uns hier raus, Mama!                 | Horst-Werner Wiegand, Extrabreit | 3:43  |
| 3.  | Wir leben im Westen                      | Jäger-Ramig                      | 3:03  |
| 4.  | Polizisten                               | Jäger-Ramig                      | 5:22  |
| 5.  | Glück & Geld                             | Jäger-Ramig                      | 3:57  |
| 6.  | Der Präsident ist tot                    | Jäger-Ramig                      | 6:24  |
| 7.  | Tanz mit mir                             | Jäger-Ramig                      | 4:17  |
| 8.  | Der Führer schenkt den Klonen eine Stadt | Jäger-Ramig                      | 3:03  |
| 9.  | Salomé                                   | Robert Stolz, Arthur Rebner      | 2:34  |
| 10. | Allegro für Annemarie                    | Schlasse, Klein                  | 2:02  |

## Rezeption
Während Polizisten Platz 27 der Musikcharts in Deutschland erreichte, kletterte das Album bis auf Platz 5.
Der Titel des Albums inspirierte Ina Deter zu ihrem Song Neue Männer braucht das Land, nachdem sie ihn auf einem Plattencover oder Plakat in der Kölner Südstadt erblickt hatte.